# 九一八學潮
九一八學潮發生於1931年9月至12月中国，高潮為12月17日南京的珍珠桥惨案，是中國學生運動史的重要一頁。事緣九一八事變後，時任國民政府主席兼行政院院長蔣中正拒絕對日本宣戰，爆發敦促出兵的學潮，直至12月17日僅教育界就有109起宣傳救國的運動，形式包括召開會議、請願遊行、通電、傳單、演講等。

## 1931年背景

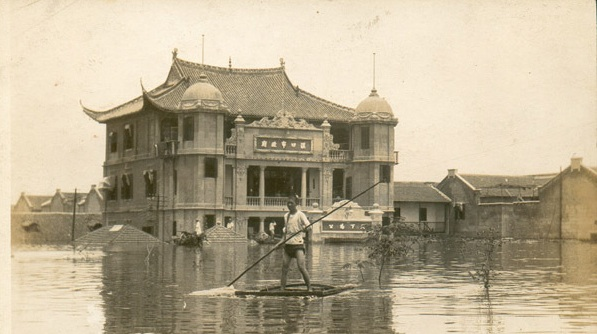
1931年江淮水灾后，漢口市政府正門

1931年6月－8月江淮水災，15萬淹死，連同飢荒與瘟疫計200萬死。國民政府主席蔣中正在洪水時忙於第三次江西剿共，9月1日通電《呼吁弭乱救灾》指「天然灾授，非人力所能捍御……中正惟有一素志，全力剿赤，不计其他」。至九一八事变，蔣介石消極應中國東北被侵吞，同時加緊剿共，遂引起学潮。

## 9月學潮
9月28日國民黨中央在報章刊《告全国学生书》，「可戰而不戰，以亡其國，政府之罪也；不可戰而戰，以亡其國，政府之罪也；備戰未畢，而輕於一戰，以亡其國，政府之罪也[...]宣戰與否，此在信任政府之人民所不必問，負責政府所不宜答者也。外交盡應公開，軍事自有機密」。9月29日，上海7,000餘學生赴北平請願，蔣介石接見。

## 「退守山海關」引爆12月學潮

### 特務綁架學生領袖
11月22日，關東軍進逼錦州，11月25日駐國際聯盟代表施肇基提出國民革命軍退守山海關，劃錦州為中立區並由英法聯軍駐守以震懾日本（註：國際聯盟在12月7日決議放棄中立區計劃）。
放棄錦州震撼學生。12月5日，北京大學南下示威團300多人在南京遊行，首都卫戍司令部鎮壓，33人傷，185人被捕（當中32女生）。12月9日，上海中統局特務綁架學生領袖。

### 捣毁外交部、劫走蔡元培

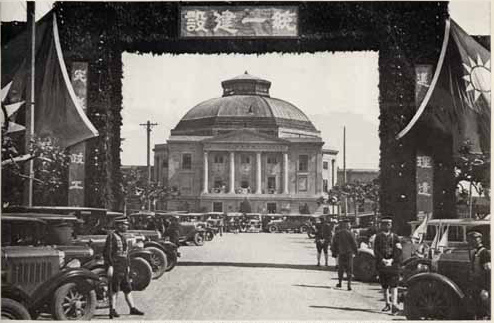
1931年5月南京國立中央大學。珍珠橋慘案後遭軍警包圍。

12月15日，3萬餘學生到外交部和国民党中央党部抗议，蒋介石派國民黨第四届中央委员蔡元培和陈铭枢在国民党中央党部接见。接見時學生喊口號「国联是强盗机关！」，質問中華民國為何不退出国際聯盟，蔡元培指出「国联是帮助我们的，所以不退出」。學生不滿，陈铭枢被拉倒在地腳踢，蔡元培被劫走，拖行地上時頭破血流。部队鸣枪，蔡对学生说「你们别怕，历来运动枪要响一响，它不打人，我知道它不打人。」
學生被關押，監察院院長于右任和黨中央監察委員吴稚晖探視。以下按照親歷者楊鶴亭的記述。吴稚晖先开口:「今天我又给大家放屁来了，臭哩，愿意听也得听，不愿听也得听」。于右任入正題问「大家看愿走不愿走？」此時中央党部职员（学生称「小狗」）大呼「活埋他，枪毙他，掂刀捅他！」，学生於是回答「于先生既然叫我们走，您看我能不能走？我们走不了。」于右任護送學生走出，沒多久中央党部職員拿着棍棒追来，于右任向黨部職員又磕头又作揖，党部職員雖不滿于右任但也只好賣面子，並捶手頓足“哎呀，我们的党呵，我们的国民党呵。”

## 引用文獻
1. ↑  〈全國青年學生抗日救國運動情況簡明統計表〉（1931年9月22日-12月17日），《中華民國史檔案資料匯編》第5輯第1編政治第4冊
2. ↑  . 1933. 圖片11，在頁90-91.
3. ↑  〈中央告全國學生書〉《大公報》，1931年9月29日。
4. ↑  〈蔣召集訓話〉《大公報》，1931年9月30日。
5. ↑  . 武漢出版社. 1992年: 第51頁.第6章"在九一八事變前後"
6. 1 2 3  陳振江; 江沛 (编). . 臺北: 五南文化. 2002: 80.
7. ↑  郭廷以. . 艺雅出版社. : 2046, 2082, 2083頁  [2020-12-14]. （原始内容存档于2019-06-04）.
8. 1 2  杨鹤亭. . 脫稿於1930-50年代，曾刊於1990年代, 搜狐重刊於2017-12-10.